# Пісківська сільська рада (Буринський район)
Піскі́вська сільська́ ра́да — колишній орган місцевого самоврядування в Буринському районі Сумської області. Адміністративний центр — село Піски.

## Загальні відомості
- Населення ради: 1 226 осіб (станом на 2001 рік)

## Населені пункти
Сільській раді підпорядковані населені пункти:
- с. Піски
- с. Новий Мир

## Склад ради
Рада складається з 12 депутатів та голови.
- Голова ради: Скорина Сергій Миколайович
- Секретар ради: Ганаза Олена Борисівна

### Керівний склад попередніх скликань
| Прізвище, ім'я, по батькові | Основні відомості                                                         | Дата обрання | Дата звільнення |
| --------------------------- | ------------------------------------------------------------------------- | ------------ | --------------- |
| Скорина Ніна Анатоліївна    | Сільський голова, 1963 року народження, освіта вища, позапартійна         | 26.03.2006   | 31.10.2010      |
| Скорина Ніна Анатоліївна    | Сільський голова, 1963 року народження, освіта вища, член Партії регіонів | 31.10.2010   | 02.06.2013      |
| Скорина Сергій Миколайович  | Сільський голова, 1960 року народження, освіта вища, член Партії регіонів | 02.06.2013   |                 |

Примітка: таблиця складена за даними сайту Верховної Ради України